# Бухнер, Эдуард
Эдуард Бухнер (нем. Eduard Buchner; 20 мая 1860, Мюнхен, Бавария — 13 августа 1917, Румыния) — немецкий химик и биохимик. Нобелевская премия по химии (1907) («За проведённую научно-исследовательскую работу по биологической химии и открытие внеклеточной ферментации»).

## Биография
Родился в Мюнхене 20 мая 1860 года. Он начал изучать химию в 1884 году под руководством Адольфа Байера (нобелевского лауреата по химии 1905 года) и ботанику у профессора Негели в Ботаническом институте Мюнхена.
После периода работы с Германом Фишером в Эрлангене, он получил докторат от Мюнхенского университета в 1888 году.
Бухнер женился на Лотте Сталь в 1900 году.
В 1907 году Бухнер получил Нобелевскую премию по химии за биохимические исследования внеклеточной ферментации и выделение зимазы.
Во время Первой мировой войны Бухнер служил в чине майора. Находясь в Румынии, он был ранен 3 августа 1917 года и умер от этих ран через девять дней в возрасте 57 лет.